# Негативан број
Негативан број, у математици, је стварни број који је мањи од нуле. Негативни бројеви представљају супротности. Ако позитивно представља кретање удесно, негативно представља кретање улево. Ако позитивно представља надморску висину, онда негативна представља испод нивоа мора. Ако позитивно представља депозит, негативно представља повлачење. Често се користе за представљање величине губитка или недостатка. Дуг који дугује могу се схватити као негативно средство, смањење неке количине може се сматрати негативним порастом. Ако количина може имати било које од два супротна чула, онда се може изабрати да разликује та чула- можда произвољно- као позитивна и негативна. У медицинском контексту борбе против тумора, експанзија се може сматрати негативним скупљањем. 
Негативни бројеви се користе да опишу вредности на скали која иде испод хуле, као што су Целзијуса и Фаренхајта скалира за температуру. Закон аритметике за негативне бројеве осигуравају да се идеја о здравом разуму о супротном одржава у аритметици. На пример, -  (- 3) = 3 јер је супротно од супротне вредности оригинална вредност.
Негативни бројеви се обично пишу са знаком минус испред. На пример, -3 представља негативну величину магнитуде три, а изговара се "минус три" или "негативна три". Да би Вам помогли да одредите разлику између операције одузимања и негативног броја, понекад је негативни знак постављен нешто више од знака минус (као суперскрипт).  Насупрот томе, број који је већи од нуле назива се позитиван; нула се обично (али не увек) сматра да није ни позитивна ни негативна. Позитивност броја може се нагласити стављањем знака плус испред њега, на пример +3. Генерално, негативност или позитивност броја се назива његов знак.
Сваки стварни број осим нуле је или позитиван или негативан. Позитивни цели бројеви називају се природним бројевима, док се позитивни и негативни цели бројеви (заједно са нулом) називају целим бројевима. 
У књиговодству, дуговања се често представљају црвеним бројевима, или бројем у заградама, као алтернативна нотација која представља негативне бројеве.

## Појава негативних бројева
Негативни бројеви појавили су се први пут у историји у Девет поглавља о математичкој уметности, која у садашњој форми датира из периода кинеске династије Хан (202. п. н. е. - 220. ), али може садржати много старији материјал.Лиу Хуи (око 3. века) је успоставио правила за додавање и одузимање негативних бројева. До 7. века индијски математичари попут Брамагупта су описивали коришћење негативних бројева. Исламски математичари су даље развијали правила одузимања и множења негативних бројева и решавали проблеме с негативним коефицијентима. Западни математичари су прихватили идеју о негативним бројевима до 17. века. Пре концепта негативних бројева, математичари као што је Диофант сматрао је да су негативна решења проблема "лажна", а једначине које захтевају негативна решења описане као апсурдне.
Негативни бројеви се могу сматрати резултатима одузимања већег броја из мањег. На пример, негативна три је резултат одузимања три од нуле:
0 - 3 = -3
У принципу, одузимање већег броја од мањег дале негативан резултат, а величина резултата је разлика између та два броја. На пример,
5 - 8 = -3
од 8 - 5 = 3.

## Бројчана линија
Однос између негативних бројева, позитивних бројева и нула се често изражава у облику бројчане линије. 
Бројеви који се понављају на десној страни ове линије су већи, док су бројеви који се појављују даље улево мањи. Тако се нула појављује у средини, са позитивним бројевима десно и негативним бројевима лево.
Имајте на уму да се негативни број са већом величином сматра мањим. На пример, иако је (позитивно) 8 веће од (позитивно = 5, написано
8 > 5
негативно 8 се сматра мање од негативног 5:
-8 < -5
(Јер на пример, ако имате ₤ -8, имали бисте дуг од ₤ -5 након додавања, рецимо ₤10, него ако имате ₤ -5. ) Из тога следи да је било који негативан број мањи од било којег позитивног броја, тако
-8 < 5 и -5 < 8.

## Потписан број
У контексту негативних бројева, број који је већи од нуле означен је као позитиван. Тако је сваки стварни број, осим нуле, или позитиван или негативан, док се само нула не сматра знаком. Позитивни бројеви се понекад пишу са знаком плус испред, на пример +3 означава позитивно три.
Пошто нула није ни позитиван ни негативан број, термин ненегативан се понекад користи да означи број који је или позитиван или нула, док се непозитиван користи за број који је или негативан или нула. Нула је неутралан број.

## Спорт
- Гол разлика у фудбалу и хокеју; бодови разлике у рагби фудбалу; стопу нето трчања у крикету; резултати голфа у односу на пар.
- Разлика у плус-минусу у хокеју на леду; разлика у укупном броју постигнутих голова за тим (+) и против тима (-) када је одређени играч на леду је играчев +/- рејтинг. Играчи могу имати негативан +/- рејтинг.
- Покрените диференцијал у бејзболу: диференцијална вожња је негативна ако тим допушта више трчања него што су постигли.
- Британски фудбалски клубови одбијају бодове ако уђу у администрацију, и тако имају негативне бројеве све док не зараде барем толико поена у тој сезони.
- Времена круга (или сектора) у Формули 1 могу се дати као разлика у односу на претходни круг (или сектор) (као што је претходни запис или круг који је возач завршио испред) и биће позитиван ако је спорије и негативан ако је брже.
- У неким атлетским дисциплинама, као што су спринт трке, препоне, троструки скок и скок у даљ, помоћ при ветру се мери и бележи,[3] и позитивна је за ветар и негативан за ветар.[4]

## Наука
- Температуре које су хладније од 0 °C или 0 °F.[5][6]
- Ширине јужно од екватора и дужине западно од почетног меридијана.
- Топографске карактеристике Земљине површине имају висину изнад нивоа мора, што може бити негативно (на пример Повишење површине Мртвог мора или Долине смрти).
- Electrical circuits. Када је батерија прикључена у обрнутом поларитету, за напон који се примењује се каже да је супротан његовом номиналном напону. На пример, 6 (В) батерија повезана у обрнутом правцу примењује напон од -6 (В).
- Јони имају позитиван или негативан електрични набој.
- Импеданса АМ радио- дифузне куле која се користи у антенским низовима са више кула може имати позитивну или негативну импедансу.

## Финансије
- Стања на банковним рачунима која су прекорачена.
- Поврати на кредитну или дебитну картицу су негативна задужења.
- Компанија може остварити негативан годишњи профит (тј. губитак).
- Годишњи раст БДП-а једне земље може бити негативан, што је један од показатеља рецесије.[7]
- Повремено, стопа инфлације може бити негативна (дефлација) , што указује на пад просечне цене.[8]
- Дневна промена цене акција или берзанског индекса, као што је ФТСЕ100 или Дов Јонес.
- Негативан број у финансирању је синоним за "дуг" и "дефицит" који су такође познати као "бити у црвеном".
- Каматне стопе могу бити негативне,[9][10][11] када је зајмодавац задужен да депонује свој новац.

## Друго
- Број етажа у згради испод приземља.
- Када репродукујете аудио фајл на преносивом медиа плејеру, као што је iPod, на екрану се може приказати преостало време као негативан број, који се повећава до нуле истом брзином као што се време које је већ репродуковано повећава са нуле.
- ТВ емисија показује:
- Учесници на КИ често се завршавају негативним резултатом.
- Тимови на Универзитетском изазову имају негативан резултат ако су њихови први одговори нетачни и прекидају питања.

Опасност! има негативну оцену новца - такмичари играју за одређени износ новца и сваки погрешан одговор који кошта више од онога што сада имају може резултирати негативним резултатом. 
- Цена је права цена за куповину Купите или продајте, ако је било који новац изгубљен и који је већи од износа који је тренутно у банци, он такође има негативан резултат.
- Промена у подршци политичкој странци између избора, позната као замах.
- Рејтинг одобрења политичара.[12]
- У видео играма, негативни број указује на губитак живота, штету, казну за резултат или потрошњу ресурса, у зависности од жанра симулације.
- Запослени са флексибилним радним временом могу имати негативан салдо на свом временском распореду ако су радили мање укупних сати него што су уговорени до тог тренутка. Запослени могу бити у могућности да узму више од годишњег одмора за годишњи одмор, и преносе негативни биланс у наредну годину.
- Транспоновање белешки на синтисајзеру приказано је на екрану са позитивним бројевима за увећање и негативним бројевима за смањење, на пример '-1' за један полутон.

## Аритметика са негативним бројевима
Знак минус "-" означава оператор и за бинарни (двоструком операнд) рад на одузимање (као у И-З) и Унарни (оне-операнд) рад негације (као у- Кс, или двапут) -  (-К) ).  Посебан случај унарног негирања јавља се када ради на позитивном броју, у којем случају је резултат негативан број (као у- 5).
Двосмисленост симбола "- " обично не доводи до двосмислености у аритметичким изразима, јер редослед операција чини само једно тумачење или друго могуће за сваки "- ". Међутим, то може довести до конфузије и бити тешко за особу да разуме израз када се симболи оператера појављују један поред другог. Рјешење може бити заграда уникарног "- " заједно са његовим операндом.
На пример, израз 7+- 5 може бити јаснији ако је написан 7+ (- 5) 8иако они формално значе исту ствар).  Одузимање Израз 7- 5 је другачији израз који не представља исте операције, али оцењује до истог резултата.
2+5 даје 7.

## Сабирање
Додавање два негативна броја врло је слично додатку два позитивна броја. На пример,
(- 3) + (- 5) = - 8.
Идеја да се два дуга могу комбиновати у један дуг већег обима.
При сабирању комбинације позитивних и негативних бројева, негативни бројеви се могу сматрати позитивним количинама које се одузимају. На пример:
8+ (- 3) = 8- 3 = 5 и (- 2) +7 = 7- 2 = 5
У првом примеру, кредит од 8 комбинује се с дугом од 3, који даје укупан кредит од 5. Ако је негативни број већи, онда је резултат негативан: 
(- 8) +3 = 3- 8 = - 5 и 2+ (- 7) = 2- 7 = - 5.
Овде је кредит мањи од дуга, тако да је нето резултат дуг.

## Одузимање
Као што је горе размотрено, могуће је одузимање два не- негативна броја да би се добио негативан одговор:
5- 8 = - 3
и
(- 3) - 5 = (- 3) + (- 5) = - 8
С друге стране одузимање негативног броја даје исти резултат као и додавање позитивног броја једнаке величине. (Идеја је да је губитак дуга иста ствар као и стицање кредита).  Тако
3-  (- 5) = 3+5 = 8
и
(- 5) -  (- 8) = (- 5) +8 = 3.
Када множите бројеве, величина производа је увек само производ две величине. Знак производа је одређен следећим правилима: 
- Производ једног позитивног броја и једног негативног броја је негативан.
- Продукт два негативна броја је позитиван.

Тако
(- 2) ×3 = - 6
и
(- 2) × (- 3) = 6
Разлог за први пример је једноставан: додавањем три - 2 заједно - 6:
(- 2) ×3 = (- 2) + (- 2) + (- 2) = - 6.
Разлози који стоје иза другог примера су сложени. Идеја је опет да је губитак дуга иста ствар као и стицање кредита. У овом случају, губитак два пута од по три је исти као и добијање кредита од шест:
(- 2 дугова) × (- 3 сваки) = +6 кредит.
Конвенција да је производ два негативна броја позитиван је такође неопходна да би мултипликација следила дистрибутивни закон. У овом случају то знамо
(- 2) × (- 3) +2× (- 3) = (- 2+2) × (- 3) = 0× (- 3) = 0.
Пошто 2× (- 3) = - 6, производ (- 2) × (- 3) мора бити једнак 6.
Ова правила воде до другог (еквивалентног) правила - знам било ког производа а×б зависи од знака а као што следи: 
- ако је а позитиван, онда је знак а×б исти као и знак б, и
- ако је а негативан, онда је знам а×б супротан знаку б.

Оправдање зашто је производ два негативна броја позитиван број може се уочити у анализи комплексних бројева.

## Дељење
Правила знака за дељење су иста као и за множење. На пример,
8÷ (- 2) = - 4,
Негативна верзија позитивног броја назива се њеном негацијом. На пример, - 3 је негација позитивног броја 3. Збир једног броја и његове негације једнака нули:
3+ (- 3) = 0
То јест негација позитивног броја је адитивна инверзија броја.
Помоћу алгебре можемо да напишемо овај принцип као алгебарски идентитет:
К+ (- К) = 0
Овај идентитет важи за било који позитиван број К. Може се направити за све реалне бројеве проширивањем дефиниције негације на нулти и негативни број. Конкретно: 
- Негација 0 је 0, и
- Негација негативног броја одговора одговарајућем позитивном броју.

На пример, негација од - 3 је +3. У глобалу:
-  (- К) = К.
Апсолутна вредност једног броја је нон- негативан број са исте величине. На пример, апсолутна вредност од - 3 и апсолутна вредност 3 су једнаке 3, а апсолутна вредност 0 је0.
На сличан начин као и рационални бројеви, можемо проширити природне бројевеН на целе бројеве 3 дефинишући целе бројеве као уређени пар природних бројева (а, б).  Можемо проширити додавање и множење на ове парове са следећим правилима:
(а, б) + (ц, д) = (а+ц, б+д)
(а, б) ÷ (ц, д) = (а×ц+б×д, а×д+б×ц)
На овим паровима дефинишемо однос еквиваленције са следећим правилима:
(а, б) ~ (ц, д) ако и само ако а+д = б+ц.
Овај однос еквиваленције је компатибилан са горенаведеним збрајањем и множењем и можемо дефинисати 3 као количнички скуп Н²/~, тј. Идентификовати два пара (а, б) и (ц, д) ако су еквивалентни у изнад смисла. Треба имати на уму да је 3, опремљен овим операцијама додавања и множења, прстен и заправо је прототипски пример прстена.
Можемо дефинисати и укупан редослед на 3 писањем
(а, б) ≤ (ц, д) ако и само ако а+д≤б+д.
То ће довести до адитива нула форме , један адитив инверзног ог (б) облика (б) , мултипликативном јединица облика (+1) , и дефиниција одузимања
(а, б) -  (ц, д) + (а+д; б+ц).
Ова конструкција је посебан случај конструкције Гротхендиек.

## Јединственост
Негатив броја је јединствен, као што показује следећи доказ.
Нека је к је број и нека је и негативан. Претпоставимо да је и још један негатив к. По један аксиом реалног броја система
x+y' = 0, 
x+y = 0.
И тако, к+и' = к+и. Користећи закон поништења за додавање, види се да је и' = и. Тако је и једнака било ком другом негатив к. То јест, и је јединствени негатив к.